# 상영산
《상영산》(上靈山)은 <영산회상>의 첫째곡으로 <영산회상>의 근원이 되는 곡이다. 즉 다음에 올 중영산·잔영산·가락더리가 이 곡에서 변주된 곡이기 때문이다. 장단은 매우 느린 10박이고 거문고 4괘로 타는 우조계면조(羽調界面調), 즉 황종(黃鍾, 내림마－e flat)이 으뜸음(宮, 主音)이 되는 라(la)선법이다. 현행 상영산은 다음과 같이 4장(章) 17장단으로 되어 있다.
- 초장－
- 제1-3장단(3장단)
- 2장 － 제4-7장단(4장단)
- 3장 － 제8-11장단(4장단)
- 4장 － 제12-17장단(6장단)

그런데 4장 6장단을 반으로 나누어 전반을 4장, 그리고 후반을 5장이라고 부르기도 한다. <대악후보>에서는 <영산회상>이 가사 '영산회상 불보살'의 7자를 악보 7줄(1줄 20박)에 담고, 가사 한자 한자를 악보 한 줄에 담았는데, 현행 <영산회상>에서 그 없어진 가사를 다시 살린다면 가사 7자를 14장단(한 장단 20박)에 붙일 것이다.
<대악후보(大樂後譜)>에 비추어 상영산은 본래 현행 상영산의 14장단까지고, 나머지 3장단은 중영산에 속하는 것이다. 한국음악에서 변주는 곡의 첫머리부터 시작하지 않고 중간 2장부터 시작한다는 것을 <유예지>의 삼현회입(三絃回入)의 다음과 같은 주(註)에서 알 수 있다.
"삼현도드리에는 또 하나의 1장(章)이 있으니 그것을 느리게 거문고 4괘로 타는 것이다(하현을 뜻함). 그 (하현)가락은 (삼현도드리의) 2장 중간에 들어가 그 곡을 다 탄 후에는 다시 (삼현도드리의) 4장 중간으로 나온다."
이에 의하면 상영산의 변주(變奏)의 중영산은 상영산의 초장, 첫머리가 아니고 상영산의 2장 중간부터 변주한 것임을 알 수 있다.